# Joseph Jean Duplessy
Joseph Duplessy est un homme politique français né le 26 février 1766.

### Sources
- « Joseph Jean Duplessy », dans Adolphe Robert et Gaston Cougny, Dictionnaire des parlementaires français, Edgar Bourloton, 1889-1891 [détail de l’édition]